# 諾曼鎮區 (伊利諾伊州格蘭迪縣)
諾曼鎮區（英語：Norman Township）是位於美國伊利諾伊州格蘭迪縣的一個行政鎮區。

## 地方資料
根據2010年美國人口普查的數據，諾曼鎮區的面積為45.30平方千米，當中陸地面積為43.40平方千米，而水域面積為1.90平方千米。當地共有人口301人，而人口密度為每平方千米6.64人。